# Cantonul Fontaine-Sassenage
Cantonul Fontaine-Sassenage este un canton din arondismentul Grenoble, departamentul Isère, regiunea Rhône-Alpes, Franța.

## Comune
- Fontaine (parțial, reședință)
- Noyarey
- Sassenage
- Veurey-Voroize